# Mörbyskolan
Mörbyskolan är en kommunal högstadieskola i Mörby i Danderyds kommun. 

## Historik
Skolan började sin verksamhet 1921 som högre folkskola som 1 januari 1925 ombildades till kommunal mellanskola i Stocksund, vilken 1945 omvandlades till en samrealskola. 1954 flyttade verksamheten till Mörby, samtidigt som det startades en fyraårig gymnasieutbildning i kommunal regi. Gymnasiet förstatligades från läsåret 1960/61. Då hade skolan sammanlagt cirka 1 200 elever. Skolan fick då namnet då Mörby högre allmänna läroverk.  Skolan kommunaliserades 1966 och namnändrades därefter till Mörbyskolan, där gymnasieskolan sedan 1982 flyttades till Danderyds gymnasium. Studentexamen gavs från 1958 till 1968 och realexamen från 1925 till mitten av 1960-talet.

## Byggnaden
Skolan byggdes gemensamt av dåvarande Danderyds köping och Stocksunds köping, som år 1951 bildade ett gemensamt läroverksförbund. Lokalerna togs i bruk läsåret 1954/55. Den formella invigningen ägde rum den 27 mars 1955.
Skolbyggnaden är ritad av arkitekten Carl Nyrén.